# Justicia tremulifolia
Justicia tremulifolia är en akantusväxtart som beskrevs av Gustav Lindau. Justicia tremulifolia ingår i släktet Justicia och familjen akantusväxter. Inga underarter finns listade i Catalogue of Life.